# جانمارکو نیکوزیا
جانمارکو نیکوزیا (ایتالیایی: Gianmarco Nicosia؛ زادهٔ ۱۲ فوریهٔ ۱۹۹۸) بازیکن واترپلو اهل ایتالیا است.
وی در مسابقات کشوری و بین‌المللی در مجموع برندهٔ ۲ مدال نقره شده‌است.